# Paul Behren
Paul Behren (* 22. April 1991 in Tübingen) ist ein deutscher Schauspieler und Choreograf.

## Werdegang
Behren absolvierte eine Schauspielausbildung von 2011 bis 2015 an der Folkwang Universität der Künste in Essen. Während seines Studiums spielte er in mehreren Inszenierungen am Schauspielhaus Bochum und am Theater Heidelberg. In der Spielzeit 2015–16 war er Ensemblemitglied des Münchner Volkstheaters. Am Münchner Volkstheater spielte er 2015 seine erste Hauptrolle, die des „Raskolnikow“ in einem Theaterstück nach Schuld und Sühne von Dostojewski. 2015 spielte er Hagen von Tronje in Feridun Zaimoglus und Günter Senkels Stück Siegfried. Außerdem spielte er Melek, den Bruder des Sultans Saladin, in Nathan der Weise. Seit der Spielzeit 2016–17 gehört er zum Ensemble des Deutschen Schauspielhauses in Hamburg. Im Theaterstück Der zerbrochne Krug spielte er den Ruprecht. Im von Frank Castorf inszeniertem Stück Der haarige Affe spielte er 2018 die Hauptrolle des Affen.
2018 arbeitet er als freischaffender Schauspieler und Choreograf und entwickelt seine erste Tanzperformance im Rahmen der Boy Gobert Preisverleihung am Thalia Theater in Hamburg.
Darauf folgen seine choreografischen Arbeiten „Bruder - eine Bühnenbegnung“, die er gemeinsam mit dem Kölner Choreografen Tim Behren am Lichthoftheater Hamburg entwickelt und die Tanzperformance „how to be…“, die er gemeinsam mit dem Schweizer Künstler Sebastian Gisi am Theater Roxy Birsfelden entwickelt.
In der Spielzeit 21/22 und 22/23 ist Paul Behren wieder festes Ensemblemitglied am Schauspielhaus Hamburg.
Seit 2023 studiert er an der Züricher Hochschule der Künste einen Master in „Dance und Choreography“.
Behren wohnt in Zürich.

## Theater (Auswahl)
Deutsches Schauspielhaus Hamburg (seit 2016)
- 2018: Assembl’âge (Sigué), Regie: Sayouba Sigué
- 2018:  Junk (Akhtar), Regie: Jan Philipp Gloger
- 2018: Der haarige Affe (O’Neill), Regie: Frank Castorf
- 2017: Tartare Noir (nach Peckett Prest), Regie: Karin Beier
- 2017: Reichshof (Rau), Regie: Max Pross
- 2017: Der zerbrochne Krug (Kleist), Regie: Michael Thalheimer
- 2016: Hysteria – Gespenster der Freiheit (nach Buñuel), Regie: Karin Beier

Münchner Volkstheater (2015–2016)
- 2016: Katzelmacher (nach Fassbinder), Regie: Abdullah Kenan Karaca
- 2015: Schuld und Sühne (nach Dostojewski), Regie: Christian Stückl
- 2015: Die Präsidentinnen (Schwab), Regie: Abdullah Kenan Karaca
- 2015: Nathan der Weise (Lessing), Regie: Christian Stückl
- 2015: Siegfried (Zaimoglu/Senkel), Regie: Christian Stückl
- 2015: Jugend ohne Gott (von Horváth), Regie: Manuel Braun

Schauspielhaus Bochum (2011/2013/2014)
- 2014: DNA (Kelly), Regie: Katja Lauken
- 2013: Hase Hase (Serreau), Regie: Barbara Hauck
- 2011: Norway Today (Bauersima), Regie: Martina von Boxen

Theater Heidelberg (2010)
- 2010: Gullivers Reise (v. Düffel/nach Swift), Regie: Anette Büschelberge

## Filmografie
- 2020: Nachtbesuch (Kurzfilm), Regie: Joana Vogdt[14]

- 2019: Der Bozen-Krimi: Gegen die Zeit[15]
- 2019: Um Himmels Willen (Fernsehserie, Folge Außenseiter)
- 2021: Nord bei Nordwest – Im Namen des Vaters (Fernsehreihe)
- 2024: Wilsberg: Blut geleckt
- 2025: Morden im Norden (Fernsehserie, Folge Raues Klima)

## Ehrungen und Auszeichnungen
- 2018: Boy-Gobert-Preis der Körber-Stiftung[16]